# 7è Cos (Estats Units)
El Cos de VII de l'Exèrcit dels Estats Units era un del dos cossos principals de l'Exèrcit dels Estats Units a Europa durant la Guerra Freda. Activat el 1918 per Primera Guerra Mundial, va ser reactivat per Segona Guerra Mundial i un altre cop durant la Guerra Freda. Durant la Segona Guerra Mundial i la Guerra Freda era subordinat al Setè Exèrcit.
El VII cos va ser organitzat al final de Primera Guerra Mundial damunt 19 August 1918, a Remiremont, França i va ser desactivat el 1919.